# Komarówka (województwo pomorskie)
Komarówka (kaszb. Kòmôrówkô) – osada w Polsce położona w województwie pomorskim, w powiecie nowodworskim, w gminie Ostaszewo na obszarze Żuław Wiślanych. Wieś jest częścią składową sołectwa Jeziernik. Komarówka znajduje się na szlaku Żuławskiej Kolei Dojazdowej.
W latach 1975–1998 miejscowość położona była w województwie elbląskim.
Inne miejscowości o nazwie Komarówka: Komarówka, Komarów, Komarowo